# Хронология Холокоста

Хронология Холокоста — события, связанные с целенаправленным преследованием и уничтожением нацистами, их союзниками и коллаборационистами евреев и ряда других национальных и социальных групп в период с 1933 по 1945 годы.

## От начала прихода нацистов к власти до принятия Нюрнбергских законов

### 1933 год
- 30 января — Гитлер назначен канцлером Германии — главой правительства[1].

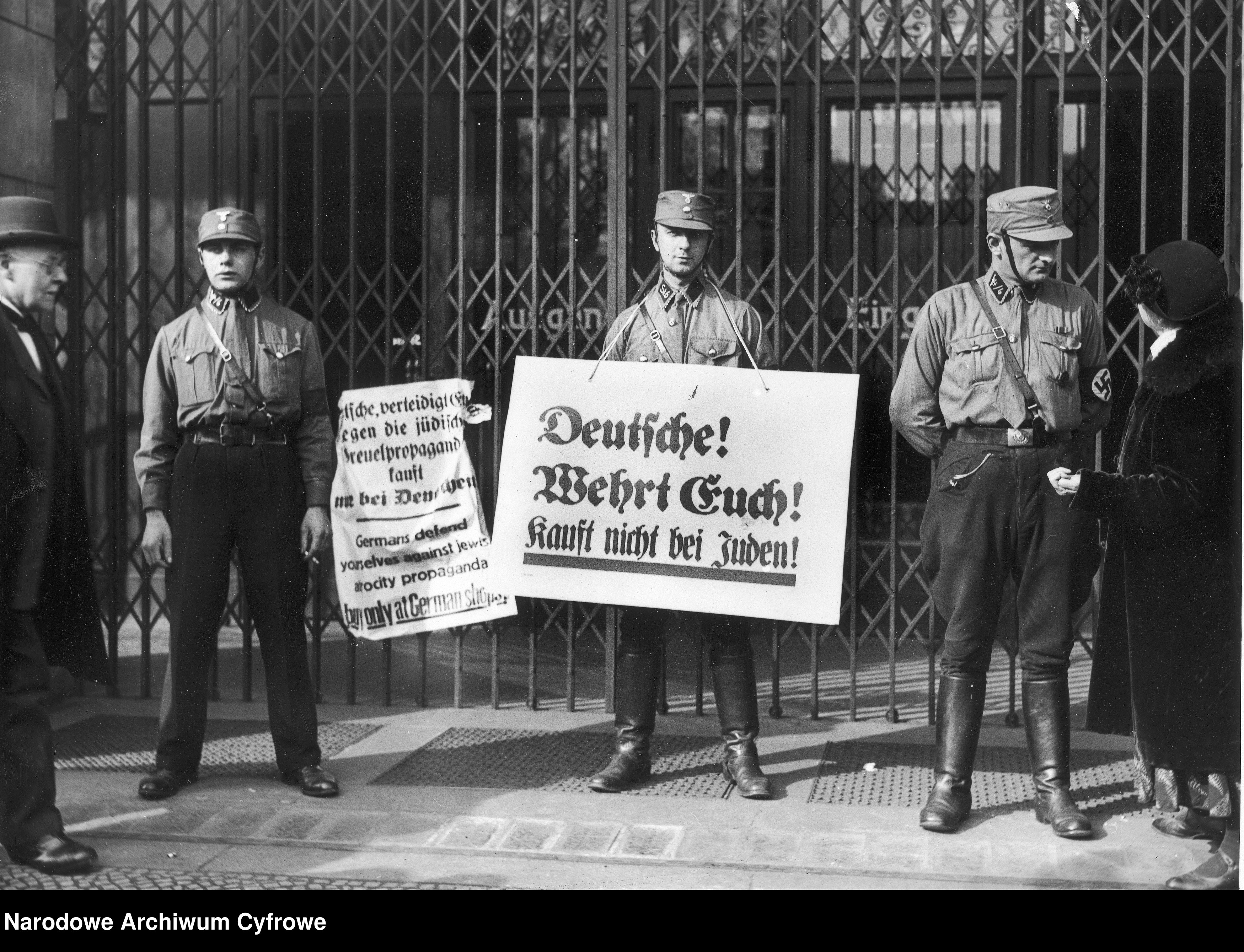
Нацистский бойкот еврейских предприятий в Германии. Члены СА с плакатами возле универмага «Тиц» в Берлине 1 апреля 1933 года

- 1 апреля — Бойкот еврейских предприятий по всей Германии[нем.]. Фактически легализована антиеврейская деятельность в стране[2].
- 7 апреля — Введение в действие «Закона о восстановлении профессионального чиновничества»[англ.] и увольнение всех чиновников, кто имел хотя бы одного пра-родителя еврея[2].
- 22 апреля — Увольнение евреев-врачей из поликлиник[3].
- 25 апреля — Введение квот для евреев в учебных заведениях: не более 5 % в каждой школе и не более 1,5 % в университетах[3][4].
- 6 мая — Включение профессоров и нотариусов в категорию «профессиональных чиновников»[3].

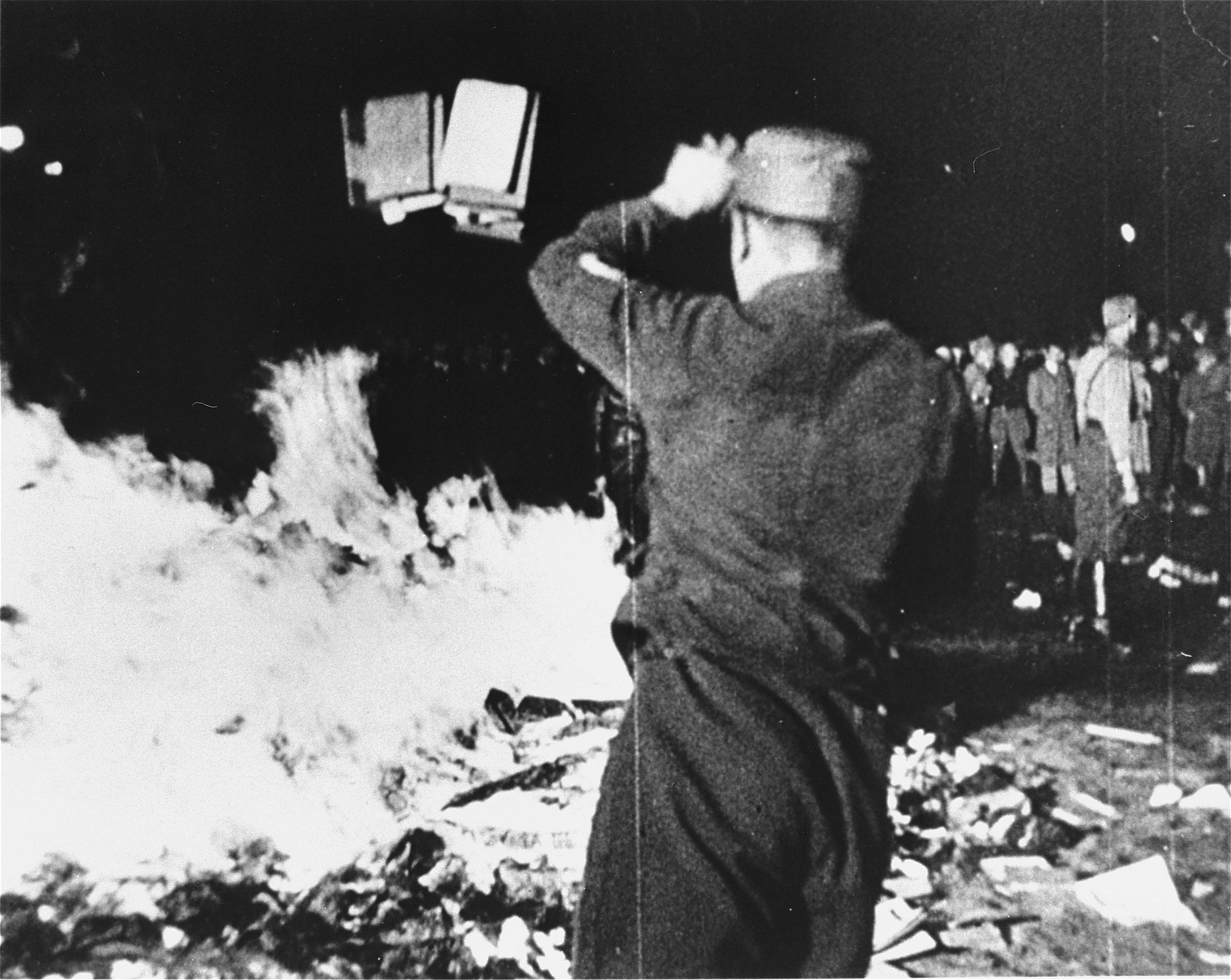
Сожжение книг в нацистской Германии

- 10 мая — Публичное сожжение произведений еврейских авторов и антинацистских книг[1].
- 2 июня — Увольнение из поликлиник зубных врачей и техников-евреев[3].
- 5 июля — Отмена пособий для молодоженов, если один из партнеров — неариец[3].
- 14 июля — Отмена выданных после 1918 года разрешений на получение германского гражданства (в основном для евреев из Восточной Европы)[3].
- 20 июля — Распространение действия «арийского параграфа» на адвокатские конторы[3].
- 13 сентября — Введение преподавания расовой теории в школах[5].
- 22 сентября — Учреждение «Государственного отдела культуры», куда доступ был открыт лишь для арийцев, что исключало для евреев возможности работать в области культуры[3].
- 29 сентября — Требование от крестьян доказательств их арийского происхождения[3].
- 4 ноября — Издан «Закон о редактировании газет», запрещавший евреям или лицам, состоящим в браке с евреями, редактировать немецкие газеты[3].

### 1934 год
- 1 января — Из немецкого календаря убраны все еврейские праздники[6].
- 17 февраля — 5000 австрийских евреев потеряли работу из-за антисемитской политики канцлера Дольфуса[7].
- 1 мая — Юлиус Штрайхер печатает в Der Stürmer кровавый навет с обвинением евреев в ритуальных убийствах «арийских детей»[7].
- 17 мая — Немецкие евреи лишены права на медицинскую страховку[6].
- 31 мая — Евреи (согласно расовой классификации нацистов) уволены из немецкой армии[7].
- 20 июля — СС выделяется в самостоятельную организацию, которая подчиняется только Гитлеру. Во главе СС становится Генрих Гиммлер[8].
- 2 августа — Смерть президента Пауля фон Гинденбурга. Гитлер становится «фюрером» и рейхсканцлером Германии.

### 1935 год
- 31 мая — Объявление армии Германии «чисто арийской», евреям запрещено служить в вермахте[9].
- 26 июня — Введён обязательный аборт в случае выявления наследственных заболеваний плода[9].
- 28 июня — Значительно ужесточена уголовная ответственность за гомосексуальные связи[9].
- 1 июля — Основано расистское «Общество по исследованиям в преподаванию наследия предков» (нем. Ahnenerbe Forschungs- und Lehrgemeinschaft)[9].
- 15 сентября — Принятие антиеврейских Нюрнбергских законов[10].

## От принятия Нюрнбергских законов до «Хрустальной ночи»

### 1935 год
- 14 ноября — Евреи лишены права голоса. Определено понятие «еврей» и «мишлинге» (нем. Mischlinge) — представитель смешанной расы, частичный еврей. От 250 000 до 500 000 немецких граждан попадают в категорию «мишлинге». Запрещаются браки между евреями и «мишлинге» второго поколения[9].

### 1936 год
- 23 января — Сенатор США от штата Юта Вильям Кинг призывает правительство «открыть двери» для еврейских беженцев из Германии[11].
- 9 марта — Антиеврейские погромы в Польше[12].
- 29 марта — НСДАП получает 98 % голосов на выборах в рейхстаг[12].
- 7 сентября — Все активы, принадлежащие евреям, обложены в Германии 25 % налогом[12].

### 1937 год
- 26 января — Евреям запрещено работать в любых учреждениях на территории Германии[13].
- 12 июня — Секретное распоряжение руководителя гестапо Гейдриха, согласно которому осужденных за «осквернение расы» после окончания срока заключения запрещалось выпускать на свободу[13][14].
- 19 июля — Создание концентрационного лагеря в Бухенвальде[15][16].
- 7 сентября — Гитлер денонсирует Версальский договор[13].
- 8 ноября — Антисемитская выставка Der Ewige Jude (Вечный жид) в музее Мюнхена[13].

### 1938 год
- 12 марта — Аншлюс Австрии. Начинаются преследования австрийских евреев.
- 23 марта — Ограничение деятельности всех еврейских организаций в Германии[17].
- 28 мая — бойкот еврейского бизнеса во Франкфурте[17].
- 29 мая — в Венгрии принят первый закон, ограничивающий права евреев. Введена процентная норма в торговле, промышленности, свободных профессиях и среди чиновников[17].
- 9 июня по личному приказу Гитлера была разрушена Большая синагога Мюнхена[18].
- 14 июня — принят указ о регистрации и идентификации промышленных предприятий, принадлежащих евреям[19].
- 15 июня — аресты 1500 евреев, когда-либо нарушавших законодательство (любое — вплоть до неправильной парковки и уже наказанных за это) и отправка их в концентрационные лагеря[18].
- 5 июля — во французском городе Эвиан-ле-Бен началась международная конференция, посвящённая проблеме еврейских беженцев из Германии и Австрии. 32 страны-участницы отказываются принимать их.
- 14 июля — опубликован «Итальянский расовый манифест»[20].
- 27 сентября — Запрет на работу для юристов-евреев.
- 5 октября — Введение особых отметок в паспорта евреев.
- 27-28 октября — Изгнание из Германии 17 тысяч польских евреев[21].
- 9-10 ноября — «Хрустальная ночь» — массовые антиеврейские погромы.

## От Хрустальной ночи до начала Второй мировой войны

### 1938 год
- 12 ноября — совещание у Геринга по дальнейшим путям решения «еврейского вопроса»[22].
- 15 ноября — Запрет для еврейских детей на обучение в немецких школах[17].

### 1939 год
- 24 января — Геринг создаёт «Центральную имперскую службу по делам еврейской эмиграции»[23][24].
- 30 января — Гитлер, выступая в рейхстаге, сказал, что если евреи ввергнут Европу в войну, то «результатом войны будет не большевизация мира и, следовательно, триумф еврейства, а уничтожение еврейской расы в Европе»[25].
- 9 февраля — принятие антиеврейских законов в Италии[26].
- 15 марта — Оккупация Чехии. Начинаются преследования чешских евреев.
- 7 мая — опубликована Белая книга министра колоний Великобритании Малькольма Макдональда, ограничивающая еврейскую иммиграцию в Палестину 75 тыс. человек на пять лет, или 10 тысяч взрослых и 5 тысяч детей в год[27].
- 8 мая — Из Германии было изгнано в Польшу ещё десять тысяч евреев[21].

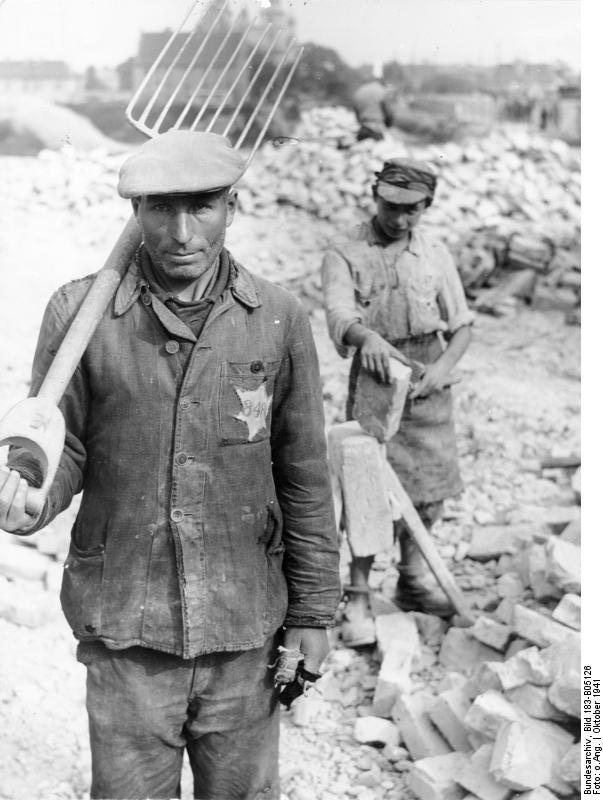
Польские евреи на принудительных работах, 1939

- 4 июля — опубликована «Десятая поправка к Закону о гражданстве Рейха» с созданием «Имперского объединения евреев» «с целью способствовать эмиграции евреев». Запрет на обучение евреев в нееврейских школах[23].
- 1 сентября — Начало Второй мировой войны — Германия напала на Польшу.

## От начала Второй мировой войны до Ванзейской конференции

### 1939 год
- 18-20 сентября — после ухода польских перед вступлением советских войск в Гродно произошёл антиеврейский погром[28].
- 20 сентября — Запрет евреям Германии иметь радиоприёмники[29].
- 21 сентября — Создание в Польше еврейских гетто[26]. Инструкция Гейдриха о создании юденратов[30].
- октябрь — Германия начала трансляцию антисемитских радиопередач на Северную Африку и Ближний Восток с целью привлечь арабский мир на сторону нацистов[31][32].
- 7 октября — Переселение немецких евреев в Люблин[29][26].
- 26 октября — начато использование евреев на принудительных работах[33].
- 11 ноября — евреям запрещено менять место жительства[33].
- 23 ноября — Всем польским евреям приказано носить отличительный знак: жёлтый треугольник размером не менее 15 см. В дальнейшем форма знака менялась в разное время и в разных местах, но в основном это была Звезда Давида жёлтого цвета[34].

### 1940 год
- январь — Первые эксперименты по умерщвлению газом людей в Германии[35].
- 2 января — запрет евреям в Польше публиковать некрологи[36].
- 14-24 января — расстрелы более 600 евреев из польских военнопленных и 255 гражданских в Варшаве[36].
- 24 января — указание властей о регистрации всей еврейской собственности в Польше[33][36].
- 25 января — Создание юденрата в Люблине.
- 7 февраля — евреям в Варшаве запрещено посещать публичные библиотеки[36].

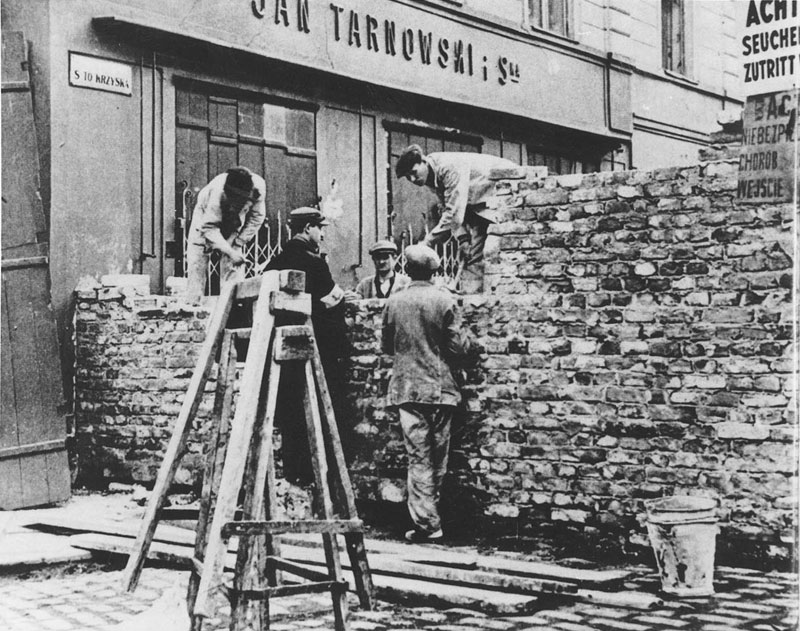
Строительство стены, ограждающей Варшавское гетто, август 1940

- 8 февраля — Создано гетто в Лодзи[36].
- 12 февраля — Начало депортации евреев из Германии в Польшу[36][37].
- 30 апреля — запрет евреям покидать гетто Лодзи[36].
- 20 мая — Закладка концлагеря в Освенциме. 14 июня в него поступают первые узники[37].
- 18 июня — Гитлер знакомит Муссолини с «Планом Мадагаскар», который предусматривает выселение 4-х миллионов европейских евреев на этот остров[36].
- 30 июня — антиеврейский погром румынских солдат в Добрудже, убито 52 еврея[38].
- 8 августа — в Румынии приняты два антиеврейских закона по образцу германских Нюрнбергских расовых законов[39].
- 2 октября — Приказ о создании Варшавского гетто[40].
- 3 октября — Правительство Виши публикует «Закон о статусе евреев», отказывающий в законодательной защите всем иностранным евреям[41].
- 15 ноября — Запрет евреям покидать гетто Варшавы[41].
- 28 ноября — премьера немецкого пропагандистского фильма Фрица Хипплера Вечный жид.

### 1941 год
- 9 января — погром в Бухаресте. Погибло 6 тысяч евреев[42].
- 22 февраля — первые 400 голландских евреев депортированы в Майданек[42].
- 9 апреля — Запрет евреям выходить из гетто Люблина.
- 14 мая — В Польше арестовано более 3700 евреев.
- 22 мая — евреям Хорватии приказано носить жёлтую звезду[43].

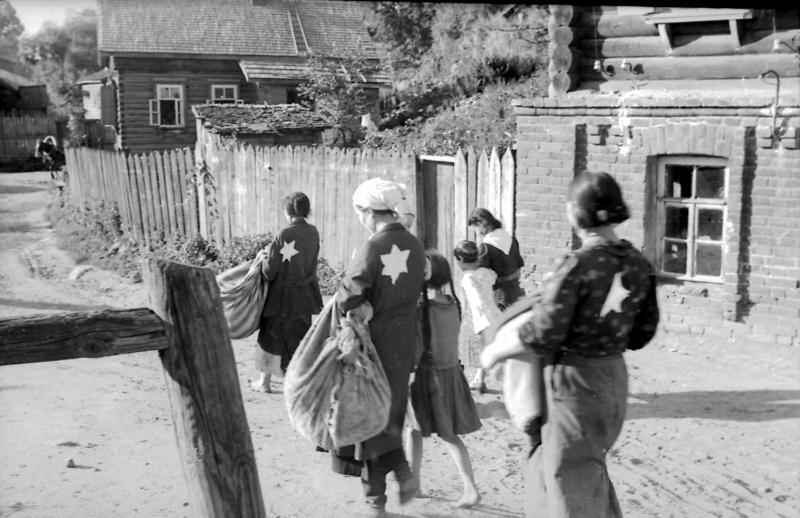
Выселение в гетто евреев Могилёва в июле 1941 года

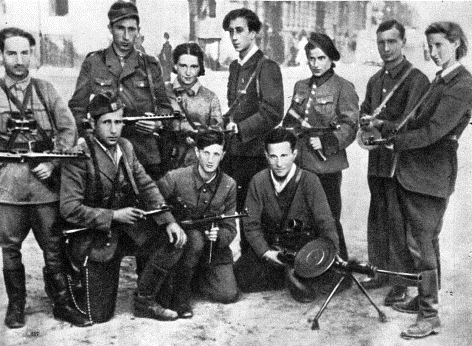
Подпольщики вильнюсского гетто

- 22 июня — Нападение Германии на СССР.
- 29 июня — массовые убийства евреев в Яссах (Румыния)[38].
- 30 июня — Эйнзацгруппа 4a и местные жители убивают 300 евреев в Луцке (Украина).
- 30 июня — Захват Львова. До 3 июля здесь убивают 4000 местных евреев
- июль — Строительство концлагеря в Майданеке
- июль — Начались убийства в Понарах (южнее Вильнюса, Литва)
- 1 июля — Айнзацгруппа D начинает операцию в Бессарабии. 160 тысяч евреев убиты здесь до 31 августа
- 4 июля — Рижский погром: в Риге 500 евреев заживо сожжены в Большой хоральной синагоге, всего в Риге убито 2000 евреев.
- 20 июля — Создание гетто в Минске
- 24 июля — Создание гетто в Кишинёве, 10 тысяч евреев убиты
- 25 июля — Погром во Львове, начало массовых убийств евреев Галиции, в которых активное участие принимают украинские националистические формирования «Нахтигаль» и «Роланд»
- август — Началось уничтожение евреев в хорватском лагере Ясеновац, всего там погибло 25 тысяч евреев
- 1 августа — 50 тысяч евреев заключены в гетто Белостока (ныне Польша)
- 4 августа — Создание гетто в Каунасе
- 5 августа — Убийства в Пинске (Белоруссия); 10 тысяч евреев убиты в течение 3 дней
- 26—28 августа — Массовые убийства в Каменец-Подольском, убито 23 600 евреев[44].
- 3 сентября — Первые эксперименты по убийствам с помощью газа в Аушвице
- 5 сентября — Заключение евреев Вильнюса в 2 гетто.
- 10 сентября — Приказом Мартина Зандбергера «очистка Эстонии от евреев» возложена на подразделения Омакайтсе[45].
- 11 сентября — Приказ оккупационных властей об ограничениях в правах евреев в Эстонии[46].
- 15 сентября — Расстрел 12 тысяч евреев Бердичева
- 18 сентября — Гиммлер декларировал немедленную депортацию евреев с территории Рейха[47].
- 19 сентября — Ликвидация гетто Житомира; убито 10 тысяч человек
- 27 сентября — в Эйшишках было уничтожено свыше 3200 евреев
- 29—30 сентября — Убийство 33 771 еврея Киева в оврагах Бабьего Яра
- 8 октября — Ликвидация гетто Витебска (Белоруссия); погибло 16 тысяч евреев
- 9 октября — Начало депортации евреев из Буковины, Молдавии и Румынии в концлагеря и гетто Транснистрии
- 10 октября — Создание гетто в Терезине
- 15 октября первый «юдентранспорт» из Германии отправился в Лодзь[47].
- 17 октября — 15 ноября — Массовые убийства в захваченной румынами Одессе; погибло около 35 тысяч евреев
- 18 октября (по другим данным 23 октября) была окончательно запрещена еврейская эмиграция с территорий, подконтрольных властям нацистской Германии[47][48].
- 28 октября — Начало массовых убийств евреев в Каунасе, литовские националисты уничтожают в девятом форте 19 тысяч евреев; всего в девятом каунасском форте было расстреляно 80 тысяч человек, в шестом − 35 тысяч, в седьмом − 8 тысяч
- 1 ноября — Начало строительства лагеря смерти Белжец[47].
- ноябрь-декабрь — Латвийскими коллаборационистами из т. н. команды Арайса убито 30 тысяч евреев Латвии
- 1 декабря — ликвидация Рижского гетто
- 8 декабря — Начал действовать лагерь смерти в Хелмно близ Лодзи
- 21 декабря — начало операции «Подарок Сталину» в Богдановке (Николаевская область)
- 22 декабря — 33 500 из 57 000 евреев Вильнюса уже убиты
- 31 декабря — Первая акция партизан в Вильнюсе

### 1942 год
- январь — с 1 по 31 января в Белоруссии айнзатцкомандами расстреляно 33 210 евреев[49].
- 20 января — Участники конференции в Ванзее принимают план уничтожения европейского еврейства[14].

## От Ванзейской конференции до окончания войны

### 1942 год
- 31 января — Эстония объявлена полностью «очищенной» от евреев[49].
- февраль — Массовые убийства в селе Хащеватое (Украина); немцы и украинские коллаборационисты расстреляли 986 евреев, среди них 376 детей.
- 24 февраля — в Чёрном море советской подводной лодкой Щ-213 был потоплен болгарский корабль Струма с 769 еврейскими беженцами на борту, спасся только один пассажир[50].
- 2 марта — уничтожение Минского гетто, убито около 5000 человек. Дата отмечается как День памяти жертв Холокоста в Белоруссии.
- 17 марта — создан лагерь смерти в Белжеце (300 тысяч убитых)[51]
- февраль-март — Ликвидация польских гетто и депортация евреев в лагеря смерти.
- март-июль — Начинают действовать центры уничтожения в Собиборе и Треблинке.
- 27 марта — Из Парижа в Освенцим прибывает первый транспорт с евреями.
- 15 июля — расстрел узников Смоленского гетто.
- 22 июля — Начало депортация евреев из Варшавского гетто в лагеря смерти; депортация сопровождалась убийствами, в которых активное участие принимали украинские и литовские вспомогательные подразделения.
- 15 августа — первая акция в гетто Радома; из 35 тысяч человек 25 тысяч отправлено в лагерь уничтожения Треблинка[52].
- Август — массовые казни в Змиёвской балке — массовые казни жителей Ростова-на-Дону во время Второй мировой войны. Германскими оккупантами были расстреляны и умерщвлены около 27 тысяч человек.
- 5 сентября — начало массовых убийств чешских, немецких и других европейских евреев в урочище Калеви-Лийва в Эстонии[46].
- октябрь — Более 600 заключённых лагеря Равенсбрюк, в том числе 522 женщины-еврейки, были депортированы в Освенцим.
- 17 декабря — Союзники возлагают на нацистов вину за массовое уничтожение евреев.

### 1943 год

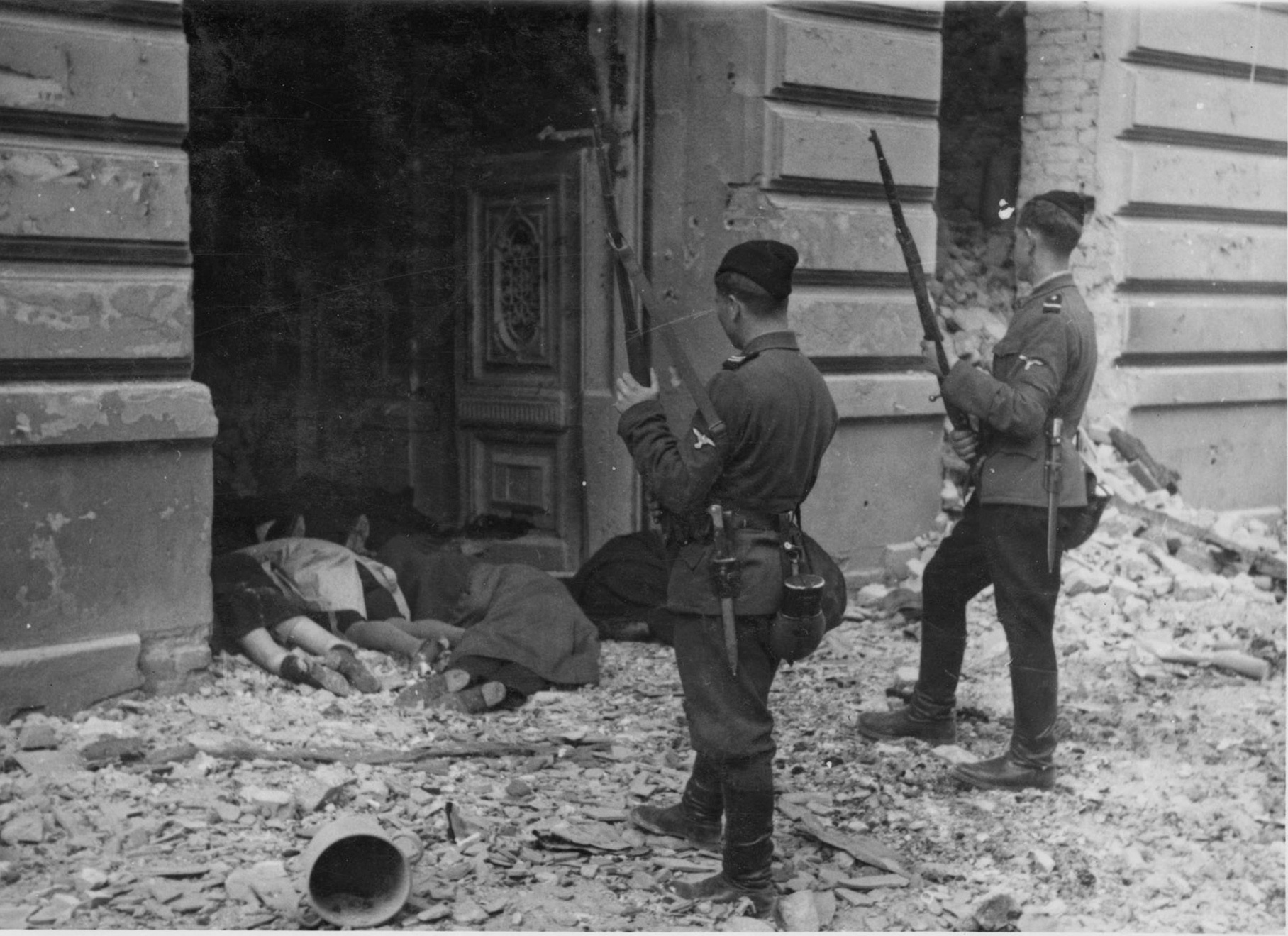
Подавление восстания в Варшавском гетто

- 18-21 января — первое вооруженное восстание в Варшавском гетто под руководством Мордехая Анелевича.
- Март — начало отправки евреев Греции в концентрационные лагеря в Польше. Первыми были выселены евреи Салоник[53].
- 31 марта — открытие нового крематория в Освенциме.
- 19 апреля — начало ликвидации варшавского гетто. Второе восстание под руководством Мордехая Анелевича.
- 2 августа — восстание узников Треблинки.
- 29 августа немцы объявили в оккупированной Дании чрезвычайное положение и начали подготовку к депортации евреев.
- 8 сентября — правительство фашистской Италии капитулировало, Италия вышла из войны. После этого немцы оккупировали большую часть Италии и заняли бывшие итальянские оккупационные зоны во Франции, Югославии, Греции и Албании, начав там депортации евреев в лагеря смерти.
- 14 октября — восстание узников Собибора.
- 1 октября — провал акции по уничтожению евреев Дании. В течение нескольких дней они были вывезены датскими рыбаками в нейтральную Швецию.
- 18 октября — первая депортация евреев из Рима в Освенцим.

### 1944 год
- Вышла книга Рафаэля Лемкина «Правление государств „Оси“ в Оккупированной Европе», в который он впервые использовал термин «геноцид»[54][55].
- 2 апреля — В Освенцим прибывают евреи из Афин.
- май-июль — Нацисты оккупируют Венгрию и с помощью венгерских коллаборационистов вывозят в концлагеря Германии и Польши около 500 тысяч венгерских евреев, где их уничтожают.
- 28 июня — в концлагере Освенцим убито рекордное число людей за один день за всю историю существования лагеря — 24 тысячи человек[56].
- 23 июля — уничтожение узников лагеря Треблинка-1[57].
- 5 августа — советской подлодкой на пути в Палестину было потоплено румынское судно Мефкура с более чем 300 еврейскими беженцами на борту[58][59].
- 7 октября — восстание зондеркоманды в Освенциме[56].
- 27 ноября нацисты взорвали крематории в Освенциме[14].

### 1945 год
- 27 января — Советская армия освобождает Освенцим.
- 11 апреля — восстание заключённых в лагере Бухенвальд. Охрана разоружена и взята в плен.
- 15 апреля — британские войска освободили Берген-Бельзен.
- 29 апреля — американские войска освободили Дахау.
- 30 апреля — в Берлине в своём бункере совершил самоубийство Адольф Гитлер.
- 8 мая — Капитуляция Германии.
- 9 мая — Советская армия освобождает узников Терезина.

## После окончания войны
- 20 ноября 1945 года — 1 октября 1946 года — суд над военными преступниками в Нюрнберге